# Neacanista shirakii
Neacanista shirakii är en skalbaggsart som först beskrevs av Mitono 1943.  Neacanista shirakii ingår i släktet Neacanista och familjen långhorningar.
Artens utbredningsområde är Taiwan. Inga underarter finns listade i Catalogue of Life.